# Liberatores

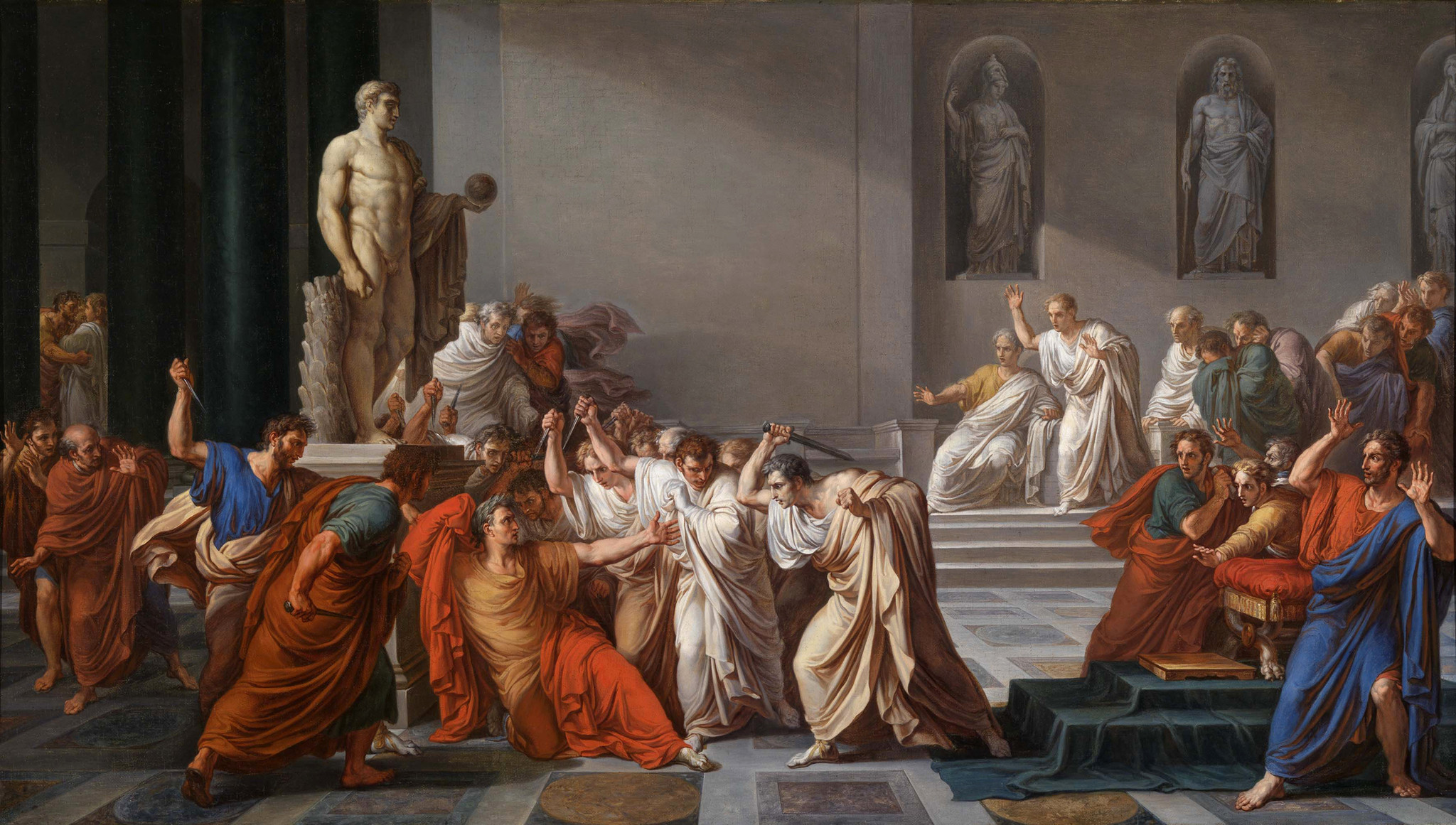
Muerte de César, por Vincenzo Camuccini

Liberatores (en español, liberadores) es la denominación en latín que los asesinos de Julio César se dieron a sí mismos.
Cayo Casio Longino y Marco Junio Bruto son considerados como los mentores de la conspiración en contra de César.
Marco Tulio Cicerón no era un miembro de la conspiración. Los conjurados lo habían excluido en razón de su ansiedad excesiva.
Se pensaba que también era necesario matar a Marco Antonio, pero los conspiradores luego pensaron que la muerte de un tirano sería más eficaz en el plano simbólico. En efecto, ellos afirmaban que no pensaban llevar adelante un golpe de Estado, sino un tiranicidio.

## Lista de los conspiradores
Alrededor de sesenta personas estuvieron asociadas al complot, aunque la mayoría de sus nombres se perdieron. Además de Casio y Bruto, se indican a continuación algunos de los miembros hoy día conocidos:
- Servio Sulpicio Galba
- Quinto Ligario
- Lucio Minucio Basilo
- Publio Servilio Casca Longo
- Cayo Servilio Casca (hermano del anterior)
- Décimo Junio Bruto Albino
- Lucio Tullio Cimbrio
- Cayo Trebonio

## Planes
Bien que finalmente Julio César fue asesinado en el Teatro de Pompeyo, los asesinos igualmente habían considerado otras opciones para matarlo, haciéndolo caer de un puente, o asesinándolo durante un combate entre gladiadores.

## Destino
Los liberatores pagarían un alto precio por su causa. Marco Antonio influyó en la opinión pública en su contra (principalmente con su discurso en oportunidad de los funerales), obligando a Brutus y Cassius a huir de Roma hacia Oriente.
Después que César Augusto y Marco Antonio hicieron la paz en el año 43 a. C. (Segundo Triunvirato), la venganza fue rápida. Y los liberatores que quedaban en Roma, fueron contados entre los proscritos y los asesinados; y aquellos que lograron escapar, no sobrevivieron por mucho tiempo.
Trebonio fue asesinado por Dolabela. Décimo Bruto fue atraído a una emboscada, y muerto por un jefe de clan galo, que era fiel a Marco Antonio. Cayo Casio Longino y Marco Junio Bruto, junto a la mayoría de los otros conspiradores, fueron abatidos durante la Batalla de Filipos o poco tiempo después.